# 山田氏
山田氏，是日本的一支氏族。目前是日本第十三大姓氏。

## 起源
古代的山田氏也是有多個來源，大多屬於渡来系的氏族：
1. 根據日本『新撰姓氏録』內表明：右京地區的山田宿祢氏，是屬於東周周靈王的太子晋之子孫，而相同於山田造（山田宿祢）。
2. 河内国的山田宿祢氏，則為三國時曹魏司空王昶的子孫。
3. 山田連氏（與山田宿祢氏是共同祖先）
4. 山田造氏（與山田宿祢氏是共同祖先）
5. 和泉国的山田造氏（被記錄是新羅的天佐疑利命之子孫）
6. 平安時代初期，眾所周知的能吏山田古嗣

## 支庶氏族
- 高田氏、小島氏、足助氏

## 後裔的支庶氏族
麻植氏（一說是足利氏族）、岡田氏。